# Șeica Mică
Șeica Mică é uma comuna romena localizada no distrito de Sibiu, na região histórica da Transilvânia. A comuna possui uma área de 39.86 km² e sua população era de 1726 habitantes segundo o censo de 2007.